# Guitar Hero: Metallica
Guitar Hero: Metallica è la seconda espansione della serie di videogiochi Guitar Hero, sviluppata per le principali console da Neversoft e pubblicata il 22 maggio 2009, ed è dedicata al noto gruppo heavy metal statunitense Metallica.

## Modalità di gioco

Schermata di gioco in tempo reale

### Caratteristiche ereditate daGuitar Hero World Tour
Il gioco, essendo basato su Guitar Hero World Tour ne riprende buona parte delle caratteristiche; tra queste spicca l'uso dei sustain nelle sequenze di note per chitarra, le note "vuote" per le sequenze di basso, degli editor per il personaggio, per il logo dei Metallica e degli strumenti e la compatibilità con il Guitar Hero Tunes; per quest'ultimo, però, sono supportati solo la possibilità di creare un brano e di scaricarne dallo store online ma non di caricarlo. Non è invece possibile connettersi all'emporio online per comprare nuove canzoni in quanto non sono supportate, con l'eccezione del solo Death Magnetic (vedi tracklist).

### Novità rispetto aGuitar Hero World Tour
Nonostante la sua natura di espansione stand-alone, il gioco propone diverse caratteristiche inedite: oltre ad aver inserito un nuovo livello di difficoltà per i batteristi (denominato "Expert+") in cui si utilizza un doppio pedale con un secondo pedale venduto separatamente, c'è da segnalare un rifacimento dell'HUD di gioco: tanto per cominciare è stata inserita una barra di caricamento delle stelle per sapere in tempo reale quante stelle si stanno prendendo e di conseguenza, come si sta eseguendo il brano -sistema mutuato dal "rivale" Rock Band 2 e, in secondo luogo, il rockometro viene ripartito per ogni giocatore posto sul fianco del manico per un miglior controllo dell'esecuzione. In secondo luogo va segnalato come per ogni brano sia stato aggiunto una sezione "extra" in cui si può vedere i crediti della canzone selezionata (autore, data e album di pubblicazione con annessa copertina, e così via), il testo della stessa e i "Metallifacts", ovvero dei video (uno per canzone) di un'esecuzione del brano realizzato con il motore grafico del gioco durante il quale compaiono in sovrimpressione delle curiosità legate al brano stesso. Per alcune canzoni è anche possibile visionare dei video extra con esibizioni live della canzone stessa.
Tra gli altri extra c'è anche da segnalare una galleria d'immagini disponibile nel menù delle opzioni e dei nuovi scenari, tutti riproducenti i palchi su cui i Metallica hanno realmente suonato.

### Controller
Per quel che riguarda i controller il gioco è uscito solamente nel formato gioco+chitarra, offrendo una Genericaster (il controller-chitarra di Guitar Hero World Tour) con un nuovo faceplate personalizzato da sostituire e affidandosi agli altri controller-strumenti dello stesso Guitar Hero World Tour per suonare gli strumenti relativi; di conseguenza, anche le compatibilità con gli altri titoli della serie e con i titoli delle serie Rock Band e Rock Revolution è la medesima. È possibile acquistare anche un secondo pedale da batteria, che venendo collegato all'altro può far giocare a livello Esperto+.
La versione Xbox 360 del gioco supporta anche i microfoni del gioco Lips e il microfono recentemente ideato da Microsoft specificatamente pensato per i giochi musicali.

## Sviluppo
Il gioco è stato ufficialmente annunciato da RedOctane il 2 giugno 2008. Il nome della thrash metal band di Los Angeles è stata preferita all'altrettanto altisonante nome dei Van Halen, a cui comunque è stata dedicata un'altra espansione uscita nello stesso anno. Il gioco è stato realizzato sulla base del quarto capitolo della serie (Guitar Hero World Tour) e supporta anch'esso tutti gli strumenti-controller e non solo il controller-chitarra.
Mentre negli Stati Uniti il gioco è stato pubblicato il 29 marzo per console Xbox 360 e PlayStation 3, in Europa è arrivato solamente nel mese di maggio. Dal 20 marzo è disponibile sul Marketplace dell'Xbox 360 una demo contenente 4 canzoni.

## Special guest
Come i precedenti capitoli, anche questo capitolo "ospita" alcuni tra i personaggi più importanti che hanno condiviso il palco con i Metallica:
- Lemmy Kilmister: leader dei Motörhead, nonché voce e basso; in passato è apparso nel primo capitolo con Ace of Spades e in Guitar Hero World Tour con Overkill; in questa espansione, ritorna con un'edizione nuovamente registrata di Ace of Spades.
- King Diamond: voce dei Mercyful Fate, compie la sua prima apparizione in un gioco musicale con Evil, anch'essa registrata nuovamente per l'occasione.

## Tracce
Data la sua natura di espansione, Guitar Hero: Metallica non supporta i contenuti scaricabili. L'intero disco Death Magnetic, già disponibile sui servizi online di Xbox 360 e PlayStation 3 per Guitar Hero III: Legends of Rock e Guitar Hero World Tour, se già acquistato, verrà automaticamente rilevato e aggiunto al resto del gioco, mentre le versioni PlayStation 2 e Wii incorporano già automaticamente tre canzoni dell'album come bonus - senza contare All Nightmare Long che fa già parte delle tracce del titolo stesso.
Qua di seguito sono listati i brani presenti nel gioco:
| Tracce                       | Artista                 |
| ---------------------------- | ----------------------- |
| Ace of Spades                | Motörhead               |
| All Nightmare Long           | Metallica               |
| Albatross                    | Corrosion of Conformity |
| Am I Evil?                   | Diamond Head            |
| Armed and Ready              | Michael Schenker Group  |
| Battery                      | Metallica               |
| Beautiful Mourning           | Machine Head            |
| Black River                  | The Sword               |
| Blood and Thunder            | Mastodon                |
| Creeping Death               | Metallica               |
| Demon Cleaner                | Kyuss                   |
| Disposable Heroes            | Metallica               |
| Dyers Eve                    | Metallica               |
| Enter Sandman                | Metallica               |
| Evil                         | Mercyful Fate           |
| Fade to Black                | Metallica               |
| Fight Fire With Fire         | Metallica               |
| For Whom the Bell Tolls      | Metallica               |
| Frantic                      | Metallica               |
| Fuel                         | Metallica               |
| Hell Bent for Leather        | Judas Priest            |
| Hit the Lights               | Metallica               |
| King Nothing                 | Metallica               |
| Master of Puppets            | Metallica               |
| Mercyful Fate                | Metallica               |
| Mommy's Little Monster       | Social Distortion       |
| Mother of Mercy              | Samhain                 |
| No Excuses                   | Alice in Chains         |
| No Leaf Clover               | Metallica               |
| Nothing Else Matters         | Metallica               |
| One                          | Metallica               |
| Orion                        | Metallica               |
| Sad but True                 | Metallica               |
| Seek & Destroy               | Metallica               |
| Stacked Actors               | Foo Fighters            |
| Stone Cold Crazy             | Queen                   |
| The Boys Are Back in Town    | Thin Lizzy              |
| The Memory Remains           | Metallica               |
| The Shortest Straw           | Metallica               |
| The Thing That Should Not Be | Metallica               |
| The Unforgiven               | Metallica               |
| Toxicity                     | System of a Down        |
| Tuesday's Gone               | Lynyrd Skynyrd          |
| Turn the Page                | Bob Seger               |
| War Ensemble                 | Slayer                  |
| War Inside My Head           | Suicidal Tendencies     |
| Welcome Home (Sanitarium)    | Metallica               |
| Wherever I May Roam          | Metallica               |
| Whiplash                     | Metallica               |

I brani presenti nella versione PlayStation 2 e Wii tratti da Death Magnetic sono i seguenti:
- Broken, Beat & Scarred
- Cyanide
- My Apocalypse